# Sady nad Torysou
Sady nad Torysou (in ungherese Izdobabeszter) è un comune della Slovacchia facente parte del distretto di Košice-okolie, nella regione di Košice.